# Saint-Aubin-de-Branne
Saint-Aubin-de-Branne é uma comuna francesa na região administrativa da Nova Aquitânia, no departamento da Gironda. Estende-se por uma área de 5,56 km². Em 2010 a comuna tinha 367 habitantes (densidade: 66 hab./km²).